# گاوگوزن
گاوگوزن (نام علمی: Alcelaphus buselaphus) نام یک گونه از زیرخانواده گاوگوزنیان است.